# Verlobte Leute
Verlobte Leute, auch bekannt unter den Nachkriegstiteln Viel-Weiberei (Bundesrepublik Deutschland) und Das Dementi (DDR), ist eine noch vor Kriegsende abgedrehte, reichsdeutsche Filmkomödie von Karl Anton mit Axel von Ambesser, Günther Lüders und Gretl Schörg in den Hauptrollen. Die Geschichte basiert auf dem Lustspiel Das Dementi von Utz Utermann.

## Handlung
Hans Schmidt arbeitet mehr schlecht als recht in einer Bank, seine eigentliche Liebe aber gehört der Malkunst, die er auch sehr gut beherrscht. Besonders die Aktmalerei hat es ihm angetan, und seit er die junge Konditorin Bärbel von gegenüber mehrfach nackt auf ihrem Balkon sitzend gesehen hat, kann er es nicht lassen und muss sie auf die Leinwand bannen. Um nicht weiterhin aus der Ferne seiner Passion frönen zu müssen, kontaktiert Hans Bärbel und fragt sie, ob sie sich nicht einmal auf der Dachterrasse treffen könnte. Anfänglich ist Bärbel ziemlich schockiert, dass ein Fremder sie im Eva-Kostüm  gemalt hat, aber dann doch entzückt, als sie in Schmidts Werk ein großes Talent zu erkennen glaubt. 
Bärbel ist bereit, auch weiterhin – diesmal freiwillig – dem Künstler nackt Modell zu stehen, stellt allerdings eine Bedingung: Das fertige Gemälde dürfe nicht der Öffentlichkeit, sondern lediglich einer Fachjury präsentiert werden. Und tatsächlich: Der Freizeitkünstler gewinnt bei einer Kunstausstellung den ersten Preis: eine zweimonatige Reise in den Süden. Bärbel missversteht die von Hans ihr mitgeteilte frohe Botschaft und glaubt, dass er sie auf die Reise mitnehmen wolle und darüber hinaus einen Heiratsantrag machen würde. Beides ist jedoch nicht der Fall.
Zeitgleich ist der im selben Haus wie Hans wohnende Max Schmitt zum Lotteriegewinner geworden. Die Namensähnlichkeit mit dem malenden Bänker Schmidt führt daraufhin prompt zu einer folgenreichen Verwechslung. Die junge Journalistin Hanna Döring wird nämlich von ihrer Redaktion entsandt, Hans aufgrund seines prämierten Kunstwerks zu interviewen. Heimlich macht sie auch noch ein Foto von Bärbels Nacktstudie und veröffentlicht die Aufnahme. Um das Unglück perfekt zu machen, verwechselt sie auch noch Hans Schmidt mit Max Schmitt und behauptet in ihrem Artikel, Hans sei überdies ein Lottogewinner. Prompt hat der verschuldete Hans plötzlich seine Gläubiger vor der Tür stehen. Nachdem sie ihren Irrtum erkannt hat, gelingt es Hanna, Max Schmitt davon zu überreden, Hans Schmidts Schulden zu begleichen. 
Dies ist für ihn jetzt kein großes Problem mehr. Und so tut Max es, zumal er nicht die geringste Lust hat, dass die Wahrheit ans Licht kommt, denn unzählige Bettelbriefe wären, so fürchtet er, die Folge. Bis zum Happy End dauert es nun nicht mehr lange: Hans, der sich in die schusselige Hanna verliebt hat, kommt mit ihr zusammen, und auch Bärbel findet ihren Herzbuben, und zwar in Lottogewinner Max. Beide treten als verlobte Leute eine Reise in den sonnigen Süden an. Damit Bärbel keine negativen Konsequenzen infolge ihres auf der Leinwand festgehaltenen Nacktauftritts befürchten muss, erhält der großzügige Schuldenbegleicher Max Schmitt vom Künstler Hans Schmidt das heikle Gemälde mit seiner nackten, zukünftigen Ehefrau als Geschenk.

## Produktionsnotizen
Die Dreharbeiten zu Verlobte Leute begannen am 15. September 1944 und endeten im November desselben Jahres. Anschließend ging der Film in den Schnitt und in die Musikproduktion. Eine Uraufführung vor Kriegsende 1945 konnte nicht mehr gewährleistet werden. 
Nach Fertigstellung durch die DEFA fand die Premiere am 28. Juli 1950 in Ostberlin statt, in der Bundesrepublik wurde der Streifen im darauf folgenden Jahr erstmals gezeigt. In Wien lief der Film unter dem Titel Dementi am 20. April 1951 an.
Herstellungsgruppenleiter Robert Wuellner übernahm auch die Produktionsleitung. Karl Weber gestaltete die Filmbauten. 
Vorlagenautor Wilhelm „Utz“ Utermann erhielt 1944 für die Verfilmungsrechte seines Stücks 30.000 RM.
Gretl Schörg sang den einzigen Musiktitel dieses Films „Ich möchte so gern verreisen“.

## Kritiken
Die Österreichische Zeitung verkündete unter der Überschrift „Drei humorlose Lustspiele“: „Ebenfalls ziemlich humor-, wenn auch nicht so geschmacklos ist das deutsche Lustspiel „Dementi“, in dem eine primitiv konstruierte Verwechslung die Handlung nur schleppend voranbringt und lediglich die gute Besetzung noch einiges an Wirkung rettet“.
Im Lexikon des Internationalen Films heißt es knapp: „… banale Verwechslungskomödie …“
In Zeughauskino war anlässlich einer Wiederaufführung im September 2020 zu lesen: „Der Plot wird mit unverwüstlichem Optimismus zelebriert. Meist scheint die Sonne, und das obligate Schlagerlied schwärmt: „Ich möchte so gerne verreisen / in das Land der Liebe, um mit Dir zu träumen. / Dann werden wir beide ein Pärchen / wie der Prinz und eine Fee im Märchen.“ Fast scheint es so, als ob hier bereits am Ende des Krieges das Wirtschaftswunder der 1950er-Jahre mitsamt seinem Fernweh und der Reiselust antizipiert wird.“